# Rue Renaud-Lefèvre
La rue Renaud-Lefèvre, également appelée rue Renaud-le-Fèvre ou encore Rue Regnault-Lefèvre, est une ancienne voie de Paris qui était située dans l'ancien 7e arrondissement et qui a disparu en 1854 lors des travaux de réaménagements de la place Baudoyer et de la rue de Rivoli.

## Situation
Située dans l'ancien 7e arrondissement, quartier du Marché-Saint-Jean, la rue Renaud-Lefèvree, d'une longueur de 26 mètres, commençait au 85, rue de la Tixéranderie et au 3, place Baudoyer et finissait aux 1-2, place du Marché-Saint-Jean,.
Les numéros de la rue étaient noirs. Le dernier numéro impair était le no 7, et le dernier numéro pair était le no 6.

## Origine du nom
Elle doit son nom à Renaut le Fevre, c'est-à-dire Renaut le Fabricant, du nom d'un artisan qui tenait une échoppe dans cette rue.

## Historique
Elle est citée dans Le Dit des rues de Paris de Guillot de Paris sous le nom de « rue Renaut-le-Fèvre ». Toutefois, l'abbé Lebeuf suppose que ce nom pourrait désigner la rue Cloche-Perce.
Au XVe siècle, elle est nommée « rue Regnaud-Lefèvre ».
Les frères Lazare indiquent qu'en 1522 c'était une ruelle qu'on désignait sous le nom de « ruelle par où l'on va au cimetière Saint-Jean ».
Très étroite, elle est élargie de 2 mètres en 1602.
Une décision ministérielle du 13 ventôse an VII (3 mars 1799), signée François de Neufchâteau, fixe la largeur de cette voie publique à 10 mètres. Cette largeur est portée à 12 mètres, en vertu d'une ordonnance royale du 12 juillet 1837.
La rue Renaud-Lefèvre disparait en 1854 lors des travaux de réaménagements de la place Baudoyer et du percement de la rue de Rivoli.